# Хабіб Аль-Вотаян
Хабіб Аль-Вотаян (араб. حبيب الوطيان; нар. 8 серпня 1996) — саудівський футболіст, воротар клубу «Аль-Гілаль» з Саудівської Професійної ліги.

## Клубна кар'єра
Аль-Вотаян розпочав свою кар'єру в клубі «Аль-Фатех», де в 2015 році перейшов з молодіжної команди в першу. Свій перший матч він зіграв проти «Аль-Аглі» 21 лютого 2020 року, отримавши шанс через травму головного голкіпера команди Максима Коваля. Після відновлення українця знову втратив місце в основі.
21 жовтня 2020 року Аль-Вотаян підписав контракт з «Аль-Гілялем». 30 січня 2022 року Аль-Вотаян на правах оренди приєднався до «Аль-Хазма», але так за цю команду жодної гри і не зіграв.

## Досягнення
- Чемпіон Саудівської Аравії: 2020/21
- Володар Королівського кубка Саудівської Аравії: 2019/20
- Володар Суперкубка Саудівської Аравії: 2021
- Переможець Ліги чемпіонів АФК: 2021